# 岸部新町
岸部新町（きしべしんまち）は、大阪府吹田市にある地名。丁番を持たない単独町名である。2020年3月31日現在、0人である。

## 地理
吹田市の南東部に位置し、南に芝田町、北に岸部中、西に天道町、東に摂津市に接している。

## 歴史
- 2015年（平成27年）7月1日 - 芝田町の一部を分離し岸部新町を設置[5]。

## 学区
市立小・中学校に通う場合、学区は以下の通りとなる（2020年5月時点）。
| 番・番地等 | 小学校                 | 中学校             |
| ---------- | ---------------------- | ------------------ |
| 全域       | 吹田市立岸部第一小学校 | 吹田市立第二中学校 |

## 交通

### 鉄道
- 西日本旅客鉄道
  - 東海道本線（JR京都線） 岸辺駅（※所在地は岸部南であるが、北口の一部に岸部新町が入っている）

## 施設
- 市立吹田市民病院
- 国立循環器病研究センター
- 平和堂 フレンドマート岸辺店[7]

## その他

### 日本郵便
- 郵便番号 : 564-0018[3]（集配局：吹田郵便局[8]）。